# Sede central de la Caja de Ahorros de Florencia
La Sede central de la Caja de Ahorros de Florencia (Cassa di Risparmio di Firenze) es un edificio ubicado en la via Bufalini, en el centro de la localidad italiana de Florencia. Es considerado uno de los mejores edificios de los proyectados por el arquitecto italiano Giovanni Michelucci, así como uno de los mejores ejemplos de arquitectura moderna en Florencia. Antiguamente, el solar en el que se construyó la sede central de la Caja de Ahorros de Florencia lo ocupaba el Palacio Pucci di Ottavio, del cual sólo se conserva la fachada desde la que se accede al edificio.
- Datos: Q3954117
- Multimedia: Cassa di Risparmio di Firenze palace (Florence, via Bufalini) / Q3954117